# 宗信寺 (川口市)
宗信寺（そうしんじ）は、埼玉県川口市にある日蓮宗の寺院。

## 歴史
鎌倉時代末期、日興によって開山された。日興は日蓮宗六老僧の一人であり、富士門流の祖である。当初は「富士山光妙寺」という名称であり、現在の川口オートレース場の場所に位置していた。
1629年（寛永6年）、旧武田氏家臣で、当地に帰農していた土屋治郎右衛門が、父の追善供養のために現在地に移転させ、中興した。その際に「長陽山宗信寺」に改称した。
墓地には、中興の土屋家歴代の墓がある。

## 文化財
- 銅造孔雀文磬（埼玉県指定有形文化財 昭和30年11月3日指定）[3]

## 交通アクセス
- 鳩ヶ谷駅より徒歩15分。